# Sugarfoot (film)
Pour les articles homonymes, voir Sugarfoot.
Pour plus de détails, voir Fiche technique et Distribution.
Sugarfoot est un film américain réalisé par Edwin L. Marin, sorti en 1951.

## Fiche technique
- Titre : Sugarfoot
- Réalisation : Edwin L. Marin
- Scénario : Russell S. Hughes (en) d'après le roman de Clarence Budington Kelland (en)
- Photographie : Wilfrid M. Cline
- Montage : Clarence Kolster
- Musique : Max Steiner
- Société de production : Warner Bros.
- Pays de production : États-Unis
- Format : Noir et blanc - 1,37:1 - Mono
- Genre : western
- Durée : 80 minutes
- Date de sortie : 1951

## Distribution
- Randolph Scott : Jackson 'Sugarfoot' Redan
- Adele Jergens : Reva Cairn
- Raymond Massey : Jacob Stint
- S. Z. Sakall : Don Miguel Wormser
- Robert Warwick : J.C. Crane
- Arthur Hunnicutt : Fly-Up-the-Creek Jones
- Hugh Sanders : Asa Goodhue
- Hope Landin : Mary
- Hank Worden : Johnny-Behind-the-Stove
- Gene Evans : Billings